# Cryptandra recurva
Cryptandra recurva är en brakvedsväxtart som beskrevs av B.L. Rye. Cryptandra recurva ingår i släktet Cryptandra och familjen brakvedsväxter. Inga underarter finns listade i Catalogue of Life.